# VI. Henrik, 3. rész (Shakespeare)
A VI. Henrik, 3. rész William Shakespeare háromrészes királydrámájának befejező része. Cselekménye VI. Henrik életének és a Rózsák háborújának a végét mutatja be. A mű valószínűleg 1590 és 1591 között keletkezett. 

## Történelmi háttér

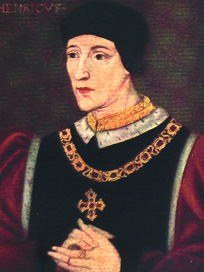
VI. Henrik angol király

VI. Henrik harmadik részének a Rózsák háborújának vége szolgált alapul és VI. Henrik végső küzdelmeit, valamint a trónért való harcot mutatja be. A Rózsák háborúja a Lancaster és York házak között dúlt, hiszen mindkét család III. Eduárd leszármazottja volt, így magának követelte a trónt.  A Rózsák háborúja az első Saint Albans-i csatával kezdődött 1455-ben, majd a tewkesburyi csatával és VI. Henrik halálával ért véget 1471-ben.  A háború kiváltó indoka az volt, hogy bár hosszú évek óta a Lancaster-ház uralkodott, 1422-ben meghalt V. Henrik király és fia, VI. Henrik ekkor még csak pár hónapos volt, így helyette a királyi tanács vezette az országot, ami nem tetszett a York-háznak. Henrik felnőtt korára sem vált jó uralkodóvá, sokan gyengének tartották és azt sem nézték jó szemmel, hogy felesége, Anjou Margit, milyen szintű befolyással bírt a királyra. A lázadó York ház élén Plantagenet Richárd állt, akit Warwick grófja támogatott. 
Shakespeare VI. Henrik trilógiája a király életét mutatja be, az első két rész V. Henrik halálától az első Saint Albans-i csatáig mutatja be az eseményeket, a trilógia harmadik része pedig a Saint Albans-i csata után kezdődik és a Rózsák háborújának fordulatait és végét mutatja be, egészen VI. Henrik haláláig és IV. Eduárd trónra kerüléséig. 

## Eredet
Sokan megkérdőjelezik a mű keletkezésének idejét, illetve, hogy valóban Shakespeare írta-e őket. Kevés dokumentum maradt fenn és azok is megtévesztőek lehetnek.
1593-ban jelent meg egy oktávó alakú könyvecske Richárd yorki herceg igaz tragédiája címmel, amelyben a VI. Henrik trilógia befejező részére lehet ismerni. Egy évvel korábban ugyanennél a kiadónál jelent meg kvartó formátumban egy történelmi színmű, A híres York és Lancaster házak viszálykodásának első része, ami a trilógia középső darabjára emlékeztet. Mindkét kiadványból utánnyomás készült 1600-ban, 1619-ben pedig egy másik kiadónál A híres York és Lancaster házak viszálykodásának teljes története címmel egybekötve is megjelenik a kettő, most már Shakespeare nevének feltüntetésével. 
Ezenkívül egy olyan naplóbejegyzés is fennmaradt Philip Henslowe színházi vállalkozótól, miszerint 1592 márciusától valamiféle „új” VI. Henrik-játékot vittek színre. Szintén 1592-ből származik az a Shakespeare-t támadó pamflet, amelyben Robert Greene főliterátor a VI. Henrik harmadik részének szállóigéjét ("Ó, tigris szív, te, asszonybőrbe burkolt!") forgatja ki és "színészbőrbe bújt tigris"-nek nevezve teszi nevetségessé a drámaírót.  Sokan azt is megkérdőjelezik, valóban Shakespeare tollából származik-e a trilógia, vagy kortársai műveit használta forrásműként, amit Greene joggal hánytorgatott fel. Ez az elmélet azonban később megdőlt.
Az sem tisztázott, hogy az egyes darabok milyen sorrendben íródtak. Fennmaradt dokumentumok alapján az a felfogás alakult ki, hogy a második és harmadik rész 1590-1591-re készült el, a  trilógia első része azonban csak 1592-re. 

## Szereplők
| Eredeti név                                                | Lőrinczy (Lehr) Zsigmond fordítása                                        | Németh László fordítása                        |
| King Henry the Sixth                                       | Hatodik Henrik király                                                     | VI. Henrik Király                              |
| Edward, Prince of Wales, his son                           | Edvárd, Wales herczege, fia                                               | Edwárd walesi herceg, a fia                    |
| Lewis The Eleventh, King of France                         | XI. Lajos, franczia király                                                | XI Lajos, Franciaország királya                |
| Duke of Somerset                                           | Somerset herczeg                                                          | Somerset hercege                               |
| Duke of Exeter                                             | Exeter herczeg                                                            | Exeter hercege                                 |
| Earl of Oxford                                             | Oxford gróf                                                               | Oxford grófja                                  |
| Earl of Northumberland                                     | Northumberland gróf                                                       | Northumberland grófja                          |
| Earl of Westmoreland                                       | Westmoreland gróf                                                         | – (Westmoreland)                               |
| Lord Clifford                                              | Clifford lord, Henrik király pártján                                      | Lord Clifford                                  |
| Richard Plantagenet, Duke of York                          | Plantagenet Richárd, York herczeg                                         | Richárd Plantagenet, York hercege              |
| Edward, Earl of March, afterwards King Edward The Fourth   | Edvárd, March gróf, később IV. Edvárd király                              | Edwárd, March grófja, később IV. Edwárd király |
| George, afterwards Duke of Clarence                        | George, később Clarence herczeg                                           | George, később Clarence hercege                |
| Richard, afterwards Duke of Gloucester                     | Richárd, később Glocester herczeg                                         | Richárd, később Gloster hercege                |
| Edmund, Earl of Rutland                                    | Edmund, Rutland gróf                                                      | Edmund, Rutland grófja                         |
| Duke of Norfolk                                            | Norfolk herczeg                                                           | Norfolk hercege                                |
| Marquess of Montague                                       | Montague őrgróf                                                           | Montague Márki                                 |
| Earl of Warwick                                            | Warwick gróf                                                              | Warwick grófja                                 |
| Earl of Premboke                                           | Pembroke gróf                                                             | Pembroke grófja                                |
| Lord Falconbridge                                          | –                                                                         | –                                              |
| Lord Hastings                                              | Hastings lord                                                             | Lord Hastings                                  |
| Lord Stafford                                              | Stafford lord, York herczeg pártján                                       | Lords Stafford                                 |
| Sir John Mortimer                                          | Sir John Mortimer                                                         | Sir John Mortimer                              |
| Sir Hugh Mortimer                                          | Sir Hugh Mortimer                                                         | Sir Hugh Mortimer                              |
| Henry, Earl of Richmond, a Youth                           | Henrik, Richmond gróf, fiú                                                | Henrik, Richmond grófja                        |
| Lord Rivers, brother to Lady Grey                          | Rivers lord, Grey lady fivére                                             | Lord Rivers, Lady Grey fivére                  |
| Sir William Stanley                                        | Sir William Stanley                                                       | Sir William Stanley                            |
| Sir John Montgomery                                        | – (Montgomery)                                                            | Sir John Montgomery                            |
| Sir John Somerville                                        | Sir John Somerville                                                       | Sir John Somerville                            |
| Tutor to Rutland                                           | Rutland nevelője                                                          | Rutland nevelője                               |
| Mayor of York                                              | York városnagya                                                           | York polgármestere                             |
| Lieutenant of the Tower                                    | A Tower parancsnoka                                                       | A Tower várnagya                               |
| A Nobleman                                                 | Egy nemes                                                                 | Nemesember                                     |
| Two Keepers                                                | Két erdész                                                                | Két erdőőr                                     |
| A Huntsman                                                 | Egy vadász                                                                | Vadász                                         |
| A Son that has killed his father                           | Egy fiú, ki atyját megölte                                                | Egy fiú, aki megölte az apját                  |
| A Father that has killed his son                           | Egy atya, ki fiát megölte                                                 | Egy apa, aki megölte a fiát                    |
| Queen Margaret                                             | Margit, királyné                                                          | Margit királyné                                |
| Lady Elizabeth Grey, afterwards Queen to Edward the Fourth | Grey lady, később IV. Edvárd király neje                                  | Lady Grey, később IV. Edwárd felesége          |
| Bona, Sister to the French Queen                           | Bona, a franczia királyné huga                                            | Bona, a francia királyné húga                  |
| Soldiers, Attendants, Messengers, Watchmen etc.            | Katonák, és Henrik és Edvárd királyok egyéb kisérői; hírnökök; őrök, stb. | Katonák, kíséretbeliek, hírnökök, őrök stb.    |

## Cselekmény
A cselekmény ott folytatódik, ahol VI. Henrik második része véget ér, az első Saint Albains-i csata után, ahol a Yorkok győzedelmeskedtek. A cselekmény leírásának az alapját Németh László fordítása képezi.

### Első felvonás
Első jelenet
Richárd, York hercege érkezik a parlament épületébe fiaival és párthíveivel, ahol elfoglalja a trónt. Megérkezik Henrik király is párhíveivel, majd vita alakul ki arról, hogy kit illet meg jogosan a trón. Katonák hatására végül Henrik York hercegét és leszármazottjait nevezi meg utódaiul, azzal a feltétellel, hogy amíg él, békében uralkodhat. Ennek se Henrik támogatói, se a királyné nem örül. Margit királyné felháborodik, hogy Henrik ezzel fiukat, Edwárdot megtagadta, mint utódot és fiával együtt távozik.
Második jelenet
York herceget fiai, Edward és Richárd Montague segítségével meggyőzik, hogy szegje meg esküjét és támadja meg Henriket a trónért. Közben egy hírnök érkezik és közli, hogy a királyné serege közelít.
Harmadik jelenet
Lord Clifford apja haláláért bosszúból megöli York legkisebb fiát, Rutland grófját.
Negyedik jelenet
A wakefieldi csatában York serege áll vesztésre. Margit királyné, Clifford és Northumberland elfogja York hercegét, gúnyolják és hergelik. Papírkoronát tesznek a fejére és kendőt nyújtanak neki, amit Rutland vérében itattak. Northumberland meghatódik York fájdalmát látva, de Clifford és a királyné megölik Yorkot, lefejezik és a fejét York kapujára tűzik.

### Második felvonás
Első jelenet
Edwárd és Richárd még nem tudják mi történt apjukkal, amikor három napot látnak meg az égen és magukhoz, a három Plantagenet fiúhoz hasonlítják őket. Hírnök jön és közli velük apjuk halálhírét. Megérkezik Warwick is, aki szintén rossz hírekkel szolgál a Saint Albans-i csatáról. A lelkesedésük mégsem lankad, újra támadást szervezne és Warwick kikiáltja Edwardot Anglia következő királyává.
Második jelenet
Yorkba érkezik Henrik és elkeseredve látja, amit a királyné serege tett, de ennek ellenére Margit és Clifford győzködésére lovaggá üti fiát. Megérkezik Edwárd, Richárd, George és Warwick is. Edward magának követeli a koronát, Yorkék és Lancasterék konfliktusba keverednek, csatára készülnek.
Harmadik jelenet
Warwick érkezik a csatából, pihennie kell. Jön Edward, George és Richárd. Mind fáradtak és reményvesztettek, de új erőt vesznek magukon és visszatérnek a csatába.
Negyedik jelenet
Richárd és Clifford találkozik a csatában. Richárd meg akarja bosszulni öccse és apja halálát, de amikor Warwick megjelenik, Clifford elmenekül.
Ötödik jelenet
Henrik király érkezik a csatából, azon gondolkodik, hogy mennyivel könnyebb lenne egyszerűbb életet élni, akár egy juhász. Eközben szemtanúja annak, ahogy egy fiú rájön, hogy saját apját ölte meg a csatában, és ahogy egy apa rájön, hogy saját fiát ölte meg. Henrik ezen is elszomorodik, úgy érzi, hogy neki, mint királynak, még nagyobb a bánata. Margit királyné, a herceg és Exeter érkezik, menekülésre buzdítják Henriket.
Hatodik jelenet
Clifford érkezik, súlyosan megsérült. Edward, Richard, George és Warwick jön. Clifford meghal. Edward először nem ismeri fel a halottat és kegyesen akar bánni vele, de amikor felismerik Cliffordot, gúnyolódni kezdenek vele, fejét York helyére akarják tűzni. Warwick azt tervezi, hogy a koronázás után Franciaországba megy Lady Bonát Edward nevében nőül kérni. Edward kinevezi George-ot Clarence, Richárdot pedig Gloster hercegévé.

### Harmadik felvonás
Első jelenet
Két erdőőr találkozik Henrikkel. Felismerik, hogy ő a volt király, és mivel Edwardnak fogadtak hűséget, elfogják Henriket és elvezetik.
Második jelenet
Lady Grey Edward királyhoz fordul, hogy elhunyt férje elvesztett földjét visszaszerezze. Edwardnak megtetszik az özvegy, és csak azzal a feltétellel teljesítené ezt a kérést, ha Lady Grey az ágyasa lesz. Ezt az özvegy elutasítja, ekkor Edward megkéri a kezét. Hír érkezik Henrik elfogásáról, Gloster kivételével mindenki elmegy. Gloster arról beszél, hogy szeretne uralkodó lenni, bár sokan állnak előtte az utódlási sorban. Arról is beszél, hogy nem számíthat szerelemre sem, mert előnytelen kinézettel született, így ismét megerősödik benne a gondolat, hogy a koronát szeretné megszerezni.
Harmadik jelenet
Margit királyné a francia királyi udvarban Lajostól kér segítséget, aki hajlandó is lenne segíteni. Ekkor megérkezik Warwick, aki Edward király szerelméről biztosítja Lady Bonát és a nevében megkéri a kezét. Lajos, meggyőződve, hogy Edward jogosan király, elfogadja az ajánlatot, de megígéri Margitnak, hogy ha a trónt visszaszerezni nem is segít, de minden másban támogatja. Ekkor egy hírnök érkezik levelekkel, amelyekből kiderül, hogy Edward király Lady Greyt vette el feleségül. Warwick felindultságában, hogy Edward így megalázta a francia király előtt, megtagadja őt, átáll Henrik oldalára és idősebb lánya kezét Margit királyné fiának, Edward Hercegnek ígéri. Lajos király ötezer emberrel csatába küldi Warwickot Edward ellen és azt ígéri, hogy később Margit segélyhaddal követi.

### Negyedik felvonás
Első jelenet
Edward király kikéri öccsei véleményét a Lady Grey-jel kötött házasságáról. Clarence herceg nem nézi jó szemmel, mert ezzel Lajos király ellenfelévé tette. A hírnök meghozza a levelekre a választ, miszerint Warwick és Margit királyné Edward ellen indul, Lajos pedig katonákat küld. Clarence elhatározza, hogy elveszi Warwick kisebbik lányát és átszegődik az ő pártjára. Gloster marad, bár nem a király miatt, inkább saját céljai vezérlik.
Második jelenet
Clarence csatlakozik Warwickhoz, aki neki ígéri lánya kezét és eltervezik, hogy Edwardon rajtaütnek, amíg csak óvatlan őrök őrzik. Mind Henriket éltetik hangos szóval.
Harmadik jelenet
Három strázsa őrködik Edward király sátra előtt. Megérkezik Warwick és társai, akik könnyen legyőzik az őrséget. Gloster és Hastings elmenekül. Warwick újra hercegnek hívja Edwardot, leveszi a koronáját és Somersettel York érsekéhez küldi, majd Londonba indulnak kiszabadítani Henriket és újra trónra ültetni.
Negyedik jelenet
Erzsébet királyné értesül férje elfogásáról és aggódik, hogy ő is hasonló sorsra jut. Kiderül, hogy Edward gyermekét várja és egy szentélybe menekül.
Ötödik jelenet
A püspök nem őrzi keményen Edwardot, vadászni is engedi. Itt várja Gloster, aki megszökteti és Flandriába indulnak.
Hatodik jelenet
Warwick és társai kiszabadítják Henriket a Tower fogságából, aki a kormányzás jogát átadja Warwicknak és Clarence-nek. Elhatározzák, hogy árulóvá nyilvánítják Edwardot és elveszik földjét, továbbá hazahozatják Margit királynét és Edward herceget. Somersettel van ifjabb Henrik, Richmond grófja, akinek nagy jövőt jósol Henrik király. Hír érkezik Edward szökéséről, újabb csatákra számít Somerset és ezért az ifjabb Henriket Bretagne-ba küldi, hogy biztonságban legyen.
Hetedik jelenet
Edward érkezik Yorkba, de először a polgármester nem akarja beengedni, mondván, hogy Henriknek tartoznak hűséggel. Ekkor Edward közli, hogy csak a hercegséget szeretné visszakapni. Miután beengedték őket, megérkezik Sir John Montgomery, aki szeretne csapataival Edward királyért harcolni, de csak akkor, ha Edwardot újra kikiáltják királynak, így hát így tesznek.
Nyolcadik jelenet
Elérkezik a hír Londonba, hogy Edward visszatért és sereget hozott magával, ezért Warwick és társai katonákat toboroznak, míg Henrik Londonban marad. Henrik úgy gondolja, hogy mivel jó király volt, nem elnyomó, ezért a nép őt fogja támogatni. Megjelenik Edward, elfogatja Henriket és a Towerba zárja.

### Ötödik felvonás
Első jelenet
Warwick Coventryben várja szövetségeseit, de Edward csapata tűnik fel. Megérkeznek Oxford, Montague és Somerset csapatai is és csatlakoznak Warwickhez. Végül Clarence érkezik, aki ismét visszaáll Edwardék oldalára.
Második jelenet
A barneti csatában Edward hozza a sebesült Warwickot, majd Montague után indul. Oxford és Somerset megtalálja a haldokló Warwickot és elmesélik, hogy a királyné érkezik francia haddal és hogy Montague meghalt. Warwick is búcsút vesz és meghal.
Harmadik jelenet
A barneti csatában győzedelmeskednek Edwardék és felkészülnek arra, hogy Tewkesbury-nél a királyné seregével is meg kell küzdeniük.
Negyedik jelenet
Bár Warwick és Montague hallott, Margit királyné mégis beszéddel buzdítja a seregét. Megérkezik Edward csapataival és készen állnak a csatára.
Ötödik jelenet
Edward és testvérei érkeznek, Margit királynéval, Oxforddal és Somersettel, akik fogjok. Katonák hozzák az ifjú Edward herceget, aki fellázadva Yorkék ellen beszél. A három testvér felháborodik és egyenként leszúrják a herceget. Gloster Londonba siet. A királyné esdekli Edwardékat, hogy őt is öljék meg, ha a fia halott, de nem adják ezt meg neki.
Hatodik jelenet
Gloster a Towerbe megy Henrikért, ahol leszúrja és megöli. Most, hogy Henrik király és fia is halott, elhatározza, hogy a következő Clarence lesz.
Hetedik jelenet
Edward király a palotában ünnepli sikerét. Felsorolja, hányan haltak meg ellenfeleik közül és boldog, mert fia született. Úgy hiszi, végre békében élhetnek, mintsem sejtve Gloster terveiről.

## Fordítások
Lőrinczy Lehr Zsigmond: VI. Henrik Király – Harmadik Rész 
Németh László: VI. Henrik III 
Csepregi Lajos (a Nemzeti Színház számára)
Tóth József (a Nemzeti Színház számára)  
Imreh András (a Pécsi Nemzeti Színház számára) 

## VI. Henrik Harmadik része a magyar színházakban
VI. Henrik történetét Shakespeare háromrészes színműként írta meg, ám a magyar színházakban sokszor összevonva, lerövidítve adták elő. Ezért kérdéses, hogy a fennmaradt adatok szerint egyes előadásokban mennyire használták forrás szövegnek VI. Henrik Harmadik részét. A következő felsorolásban azok az előadások találhatóak, amely nagy valószínűséggel használták ezt a színműt az előadás alapjaként.
III. Richárd ifjúsága [VI. Henrik harmadik része] 
Bemutató dátuma: 1878.03.23
Társulat: Kolozsvári Nemzeti Színház, Kolozsvár
Színház: Kolozsvári Nemzeti Színház, Kolozsvár
Átdolgozta: Ecsedi Kovács Gyula
Fordította: Lőrinczi Zsigmond
Fehér és piros rózsa 
Bemutató dátuma: 1855.12.01
Társulat: Nemzeti Színház, Pest
Színház: Nemzeti Színház, Pest
Átdolgozta: Kean, Edmund
Fordította: Csepregi Lajos
Fordította: Tóth József
VI. Henrik 
Bemutató dátuma: 1975.02.07
Társulat: Szegedi Nemzeti Színház, Szeged
Színház: Szegedi Nemzeti Színház, Szeged
Rendező: Sándor János
Fordította: Vas István
Zenei szerkesztő: Csala Benedek  (összeállító)
Rendező asszisztens: Jachinek Rudolf
Dramaturg: Siklós Olga
Díszlettervező: Csányi Árpád  (m.v)
Jelmeztervező: Vágvölgyi Ilona  (m.v)
Fordította: Németh László
Vigyétek ki az éjjelit! 
Bemutató dátuma: 2007.12.10
Társulat: Színház- és Filmművészeti Egyetem, Budapest
Színház: Ódry Színpad, Budapest, Magyarország
Alapszöveg írója: Shakespeare, William
Fordította: Vas István
Rendezőtanár: Zsámbéki Gábor
Fordította: Németh László
Rózsák háborúja 
Bemutató dátuma: 1967.09.29
Társulat: Pécsi Nemzeti Színház, Pécs
Színház: Pécsi Nemzeti Színház, 7621 Pécs, Színház tér 1.
Rendező: Dobai Vilmos
Átdolgozta: Dobai Vilmos
Játékmester: Bagó László
Díszlettervező: Vata Emil
Jelmeztervező: Fekete Mária
Maszkmester: Léka László
Fordította: Németh László
York napsütése 
Bemutató dátuma: 1999.11.26
Társulat: Pécsi Nemzeti Színház, Pécs
Színház: Pécsi Nemzeti Színház, 7621 Pécs, Színház tér 1.
Rendező: Hargitai Iván
Fordította: Imreh András
Zenei szerkesztő: Weber Kristóf
Rendező asszisztens: Kerék Carmen
Rendező asszisztens: Monori Ica
Rendező asszisztens: Steiner Zsolt
Dramaturg: Duró Győző
Díszlettervező: Ágh Márton
Jelmeztervező: Kovalcsik Anikó

## VI. Henrik harmadik részének filmes adaptációi
The Third Part of Henry the Sixth (1983) 
Rendezte: Jane Howell
Henry VI Part 2 (2016) 
Hollow Crown, 2. évad, 2. rész
Rendezte: Dominic Cooke
írta: Ben Power
Bár második részként van a címben feltüntetve, cselekménye magába öleli a harmadik rész eseményeit is.

### Könyvek
- ↑ Géher: Géher István. Shakespeare-olvasókönyv  - Tükörképünk 37 darabban. Budapest: L’Harmattan Kiadó (2015). ISBN 978 963 236 992 1
- ↑ Arden: Shakespeare, William. The Third part of King Henry VI (angol nyelven). London: Routledge (1996). ISBN 0 415 02711 X
- ↑ Németh: Shakespeare, William. VI. Henrik III.. Debrecen: Európa könyvkiadó (1985). ISBN 963 07 3484 2
- ↑ Cambridge: Shakespeare, William. The Third Part of King Henry VI (angol nyelven). New York: Cambridge University Press (1952). ISBN ISBN 978-1-108-00585-2
- ↑ Oxford: Shakespeare, William. Henry VI, Part 3 (angol nyelven). New York: Oxford University Press (2008). ISBN ISBN 978-0-19-953711-2

### Holnapok
- ↑ Lehr: William Shakespeare: VI. Henrik Király - Harmadik Rész (Fordította: Lőrinczy (Lehr) Zsigmond). mek.oszk.hu (Magyar Elektronikus Könyvtár). (Hozzáférés: 2022. október 28.)
- ↑ Britannica: The Editors of Encyclopaedia: Wars of the Roses. Encyclopedia Britannica, 2022. (Hozzáférés: 2022. december 9.)
- ↑ OSZMI1: OSZMI - III. RICHARD IFJÚSÁGA [VI. HENRIK HARMADIK RÉSZE: [SZOMORÚJÁTÉK ÖT FELVONÁSBAN]]. (Hozzáférés: 2022. október 28.)
- ↑ OSZMI2: OSZMI - FEHÉR ÉS PIROS RÓZSA: [DRÁMA]. (Hozzáférés: 2022. október 28.)
- ↑ OSZMI3: OSZMI - Sándor János, 1937, rendező: VI. HENRIK, [DRÁMA KÉT RÉSZBEN]. (Hozzáférés: 2022. október 28.)
- ↑ OSZMI4: OSZMI - VIGYÉTEK KI AZ ÉJJELIT!, [ÖSSZEÁLLÍTÁS SHAKESPEARE KIRÁLYDRÁMÁIBÓL, ZSÁMBÉKI GÁBOR ÉS ZSÓTÉR SÁNDOR IV. ÉVFOLYAMOS OSZTÁLYA HALLGATÓINAK ELŐADÁSÁBAN]. (Hozzáférés: 2022. október 28.)
- ↑ OSZMI5: OSZMI - Dobai Vilmos, 1928-2012, rendező: RÓZSÁK HÁBORÚJA, [TRAGÉDIA KÉT RÉSZBEN]. (Hozzáférés: 2022. október 28.)
- ↑ OSZMI6: OSZMI - Hargitai Iván, 1967, rendező: YORK NAPSÜTÉSE, [DRÁMA KÉT RÉSZBEN]. (Hozzáférés: 2022. október 28.)
- ↑ IMDB1: The Third Part of Henry the Sixth (1983). (Hozzáférés: 2022. október 28.)
- ↑ IMDB2: Hollow Crown, season 2 episode 2. (Hozzáférés: 2022. október 28.)